# Mistrzostwa Świata w Lekkoatletyce 2019 – skok w dal kobiet
Skok w dal kobiet – jedna z konkurencji technicznych rozgrywanych podczas lekkoatletycznych mistrzostw świata na Stadionie Międzynarodowym Chalifa w Dosze.
Tytułu mistrzowskiego z 2017 nie obroniła Brittney Reese.

## Terminarz
Źródło: worldathletics.org.
| Data           | Godzina |              |
| -------------- | ------- | ------------ |
| 5 października | 17:50   | Kwalifikacje |
| 6 października | 19:15   | Finał        |

## Rekordy
Tabela prezentuje rekord świata, rekord mistrzostw świata, rekordy kontynentów oraz najlepszy wynik na listach światowych w sezonie 2019 przed rozpoczęciem mistrzostw.
|                            | Zawodniczka          | Wynik | Miejsce   | Data                 | Źródło |
| -------------------------- | -------------------- | ----- | --------- | -------------------- | ------ |
| Rekord świata              | Galina Czistiakowa   | 7,52  | Leningrad | 11 czerwca 1988(dts) | [ 2 ]  |
| Rekord mistrzostw świata   | Jackie Joyner-Kersee | 7,36  | Rzym      | 4 września 1987(dts) | [ 2 ]  |
| Rekord Afryki              | Chioma Ajunwa        | 7,12  | Atlanta   | 2 sierpnia 1996(dts) | [ 3 ]  |
| Rekord Ameryki Południowej | Maurren Maggi        | 7,26  | Bogota    | 26 czerwca 1999(dts) | [ 4 ]  |
| Rekord Ameryki Północnej   | Jackie Joyner-Kersee | 7,49  | Nowy Jork | 22 maja 1994(dts)    | [ 5 ]  |
| Rekord Ameryki Północnej   | Jackie Joyner-Kersee | 7,49  | Sestriere | 31 lipca 1994(dts)   | [ 5 ]  |
| Rekord Australii i Oceanii | Brooke Stratton      | 7,05  | Perth     | 12 marca 2016(dts)   | [ 6 ]  |
| Rekord Azji                | Yao Weili            | 7,01  | Jinan     | 5 czerwca 1993(dts)  | [ 4 ]  |
| Rekord Europy              | Galina Czistiakowa   | 7,52  | Leningrad | 11 czerwca 1988(dts) | [ 7 ]  |
| Listy światowe             | Malaika Mihambo      | 7,16  | Berlin    | 4 sierpnia 2019(dts) | [ 2 ]  |

## Wyniki

### Kwalifikacje
Awans: 6,75 m (Q) lub 12 najlepszych rezultatów (q).
Źródło: worldathletics.org.
| Pozycja | Grupa | Zawodniczka                 | Państwo                            | Runda | Runda | Runda | Wynik | Uwagi |
| Pozycja | Grupa | Zawodniczka                 | Państwo                            | 1     | 2     | 3     | Wynik | Uwagi |
| ------- | ----- | --------------------------- | ---------------------------------- | ----- | ----- | ----- | ----- | ----- |
| 1.      | B     | Malaika Mihambo             | Niemcy                             | 6,98  |       |       | 6,98  | Q     |
| 2.      | A     | Ese Brume                   | Nigeria                            | 6,89  |       |       | 6,89  | Q     |
| 3.      | A     | Tori Bowie                  | Stany Zjednoczone                  | 6,54  | 6,77  |       | 6,77  | Q     |
| 4.      | B     | Maryna Bech-Romanczuk       | Ukraina                            | 6,69  | 6,74  | –     | 6,74  | q     |
| 5.      | A     | Alina Rotaru                | Rumunia                            | 6,57  | 6,31  | 6,72  | 6,72  | q     |
| 6.      | B     | Abigail Irozuru             | Wielka Brytania                    | 6,66  | 6,70  | –     | 6,70  | q     |
| 7.      | B     | Nastassia Mironczyk-Iwanowa | Białoruś                           | 6,41  | 6,69  | –     | 6,69  | q     |
| 8.      | A     | Shara Proctor               | Wielka Brytania                    | 6,54  | 6,63  | –     | 6,63  | q     |
| 9.      | A     | Brooke Stratton             | Australia                          | 6,43  | 6,58  | 6,43  | 6,58  | q     |
| 10.     | A     | Chanice Porter              | Jamajka                            | 6,50  | 6,46  | 6,57  | 6,57  | q     |
| 11.     | A     | Anasztázia Nguyen           | Węgry                              | 6,41  | x     | 6,54  | 6,54  | q     |
| 12.     | B     | Sha’Keela Saunders          | Stany Zjednoczone                  | 6,35  | 6,27  | 6,53  | 6,53  | q     |
| 13.     | A     | Brittney Reese              | Stany Zjednoczone                  | 6,44  | 6,43  | 6,52  | 6,52  |       |
| 14.     | B     | Jasmine Todd                | Stany Zjednoczone                  | 6,51  | 6,50  | 6,07  | 6,51  |       |
| 15.     | A     | Eliane Martins              | Brazylia                           | x     | 6,25  | 6,50  | 6,50  |       |
| 16.     | B     | Tissanna Hickling           | Jamajka                            | 6,35  | 6,49  | 6,22  | 6,49  |       |
| 17.     | B     | Tilde Johansson             | Szwecja                            | 6,34  | 6,48  | 6,48  | 6,48  |       |
| 18.     | B     | Hilary Kpatcha              | Francja                            | 6,38  | x     | 6,47  | 6,47  |       |
| 19.     | B     | Jazmin Sawyers              | Wielka Brytania                    | 6,45  | 6,46  | 6,45  | 6,46  |       |
| 20.     | A     | Yanis David                 | Francja                            | 6,44  | 6,46  | x     | 6,46  |       |
| 21.     | A     | Éloyse Lesueur-Aymonin      | Francja                            | 6,34  | 6,46  | 6,39  | 6,46  |       |
| 22.     | A     | Chantel Malone              | Brytyjskie Wyspy Dziewicze         | x     | 6,21  | 6,45  | 6,45  |       |
| 23.     | B     | Petra Farkas                | Węgry                              | 6,08  | 6,44  | 6,20  | 6,44  |       |
| 24.     | B     | Jelena Sokołowa             | Autoryzowani lekkoatleci neutralni | 6,21  | 6,43  | 6,39  | 6,43  |       |
| 25.     | A     | Adriana Rodríguez           | Kuba                               | 6,39  | x     | 6,29  | 6,39  |       |
| 26.     | B     | Maria Natalia Londa         | Indonezja                          | 6,31  | 6,16  | 6,36  | 6,36  |       |
| 27.     | A     | Taika Koilahti              | Finlandia                          | 6,33  | 6,02  | 6,35  | 6,35  |       |
| 28.     | B     | Tania Vicenzino             | Włochy                             | 6,19  | x     | 6,23  | 6,23  |       |
| 29.     | B     | Florentina Iusco            | Rumunia                            | 6,22  | 6,21  | x     | 6,22  |       |
| 30.     | A     | Nektaria Panaji             | Cypr                               | 6,10  | 6,21  | 6,19  | 6,21  |       |
| 31.     | A     | Laura Strati                | Włochy                             | x     | x     | 6,05  | 6,05  |       |

### Finał
Źródło: worldathletics.org.
| Pozycja | Zawodniczka                 | Państwo           | Runda | Runda | Runda | Runda | Runda | Runda | Wynik | Uwagi |
| Pozycja | Zawodniczka                 | Państwo           | 1     | 2     | 3     | 4     | 5     | 6     | Wynik | Uwagi |
| ------- | --------------------------- | ----------------- | ----- | ----- | ----- | ----- | ----- | ----- | ----- | ----- |
| 01 !    | Malaika Mihambo             | Niemcy            | 6,52  | x     | 7,30  | –     | 7,09  | 7,16  | 7,30  | WL    |
| 02 !    | Maryna Bech-Romanczuk       | Ukraina           | 6,81  | x     | 6,77  | x     | 6,92  | 6,72  | 6,92  | SB    |
| 03 !    | Ese Brume                   | Nigeria           | 6,83  | 6,91  | 6,90  | 6,87  | 6,84  | 6,45  | 6,91  |       |
| 4.      | Tori Bowie                  | Stany Zjednoczone | 6,61  | 6,49  | x     | 6,81  | 6,65  | 6,57  | 6,81  | SB    |
| 5.      | Nastassia Mironczyk-Iwanowa | Białoruś          | 6,53  | x     | 6,76  | 6,70  | 6,55  | 6,71  | 6,76  |       |
| 6.      | Alina Rotaru                | Rumunia           | 6,59  | 6,66  | 6,67  | x     | 6,71  | x     | 6,71  |       |
| 7.      | Abigail Irozuru             | Wielka Brytania   | 6,64  | x     | 6,59  | 6,59  | 6,60  | x     | 6,64  |       |
| 8.      | Chanice Porter              | Jamajka           | 6,30  | 6,44  | 6,56  | 6,44  | 6,24  | 6,47  | 6,56  |       |
| 9.      | Sha’Keela Saunders          | Stany Zjednoczone | x     | 6,28  | 6,54  | NQ    | NQ    | NQ    | 6,54  |       |
| 10.     | Brooke Stratton             | Australia         | 6,46  | x     | 6,42  | NQ    | NQ    | NQ    | 6,46  |       |
| 11.     | Shara Proctor               | Wielka Brytania   | x     | 6,34  | 6,43  | NQ    | NQ    | NQ    | 6,43  |       |
| 12.     | Anasztázia Nguyen           | Węgry             | x     | 6,26  | x     | NQ    | NQ    | NQ    | 6,26  |       |